# Helia albibasalis
Helia albibasalis là một loài bướm đêm trong họ Erebidae.